# Brás Pereira Nunes
Brás Pereira Nunes, primeiro e único barão de Rio do Ouro (Paraíba do Sul, RJ, +- 1820, - 03/10/1881). Foi fazendeiro e cientista político brasileiro.
Formado em Medicina na França, foi agraciado barão.
O Barão gostava de caçadas, fato que podemos confirmar através dos pelos painéis - atribuidos à Villaronga - pintados na sala de jantar da sua fazenda. Além disso, exerceu diversos cargos públicos em Paraíba do Sul, mas sem muita convicção.